# Hyperphara junctura
Hyperphara junctura là một loài bướm đêm thuộc phân họ Arctiinae, họ Erebidae.